# Parafia św. Zygmunta Gorazdowskiego w Jabłonicy
Parafia św. Zygmunta Gorazdowskiego w Jabłonicy – rzymskokatolicka parafia znajdująca się w Jabłonicy, w archidiecezji lwowskiej, w dekanacie Iwano-Frankowsk, na Ukrainie.

## Historia
Dawniej wieś należała do parafii św. Franciszka w Delatyniu. W połowie lat 90. XX w. w Jabłonicy powstał ośrodek charytatywny Caritas-Spes. 21 września 2004 arcybiskup lwowski kard. Marian Jaworski konsekrował kościół przy ośrodku oraz w tym samym roku erygował parafię w Jabłonicy.